# Пролиферация
Пролиферация (от лат. proles — «отпрыск», «потомство» и fero — «несу») — разрастание ткани организма путём размножения клеток делением.

## История
Термин в медицине впервые ввёл немецкий учёный Рудольф Вирхов для обозначения новообразования клеток путём их размножения делением, дабы отличать этот механизм от других механизмов изменения объёма клеток, например отёка или апоптоза.

## Регулирование пролиферации
Интенсивность пролиферации регулируется стимуляторами и ингибиторами, которые могут вырабатываться и вдали от реагирующих клеток (например, гормонами), и внутри них. Эффект стимулирования пролиферации используется в биоинженерии при создании модифицированных каркасов тканеинженерных конструкций.
Непрерывно пролиферация происходит в раннем эмбриогенезе и по мере дифференцировки периоды между делениями удлиняются. Нарушение пролиферации приводит к образованию опухолей.

## Пролиферация в патологической анатомии животных
Это завершающая стадия воспаления с восстановлением повреждённой ткани или образованием рубца. Пролиферирующие фибробласты синтезируют основные вещества соединительной ткани — тропоколлаген и коллаген, которые превращаются в зрелые клетки-фиброциты. Формируются аргирофильные и коллагеновые волокна, грануляционная ткань с большим количеством вновь образованных капилляров и молодых клеток превращается в волокнистую соединительную ткань, которая замещает мёртвую ткань или служит барьером между здоровой и воспалённой частями органа.
Причиной пролиферативных явлений служит ряд активных веществ-стимуляторов роста и размножения, освобождающихся при распаде лейкоцитов и других клеточных элементов, и оптимальные сдвиги в осмотическом и онкотическом давлении. Действие этих веществ осуществляется рефлекторно, путём раздражения рецепторов поражённых тканей.

## Термин в ботанике

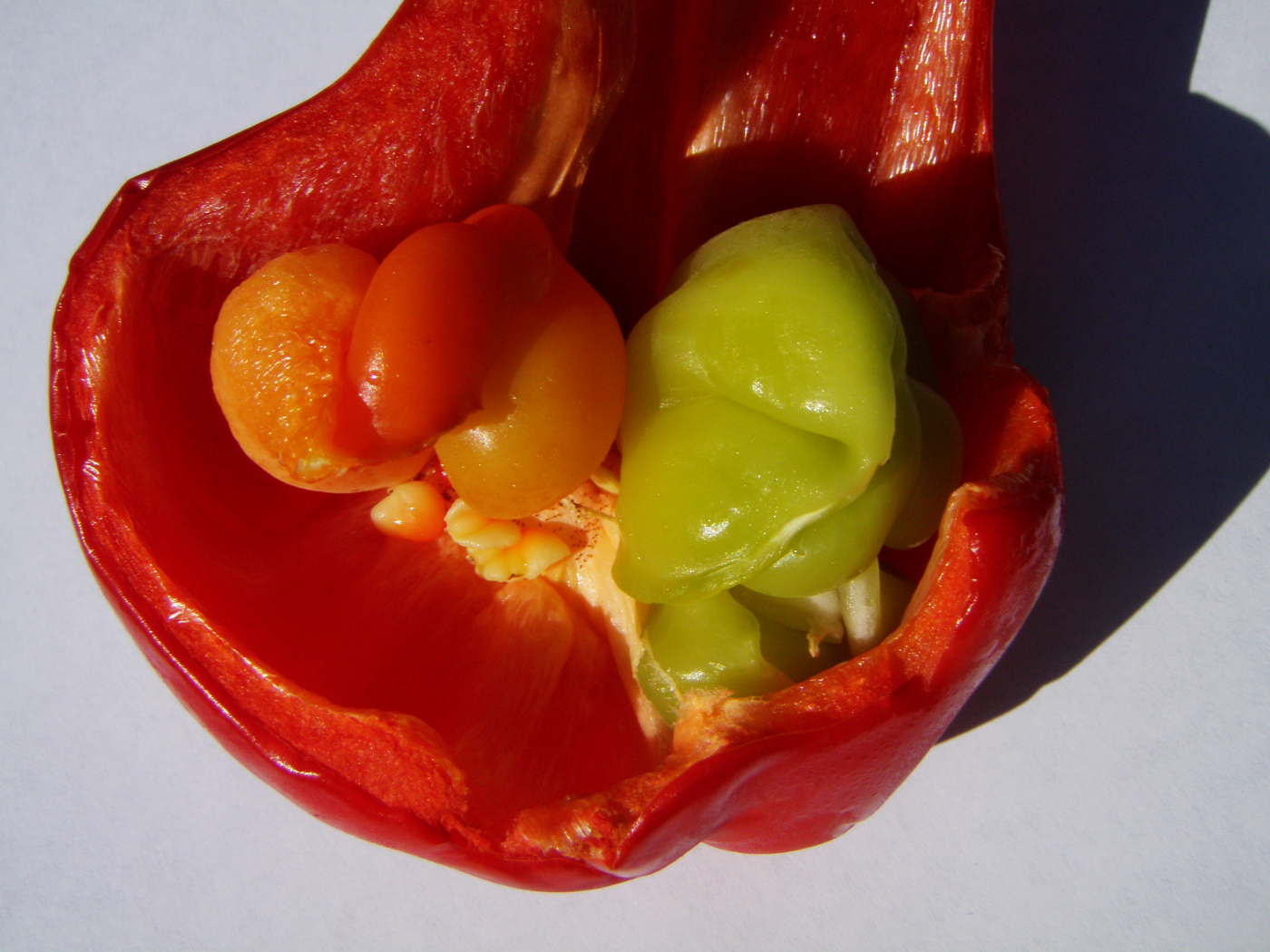
Внутренняя пролиферация в плоде перца: недоразвитые плоды, выросшие внутри нормального

В ботанике пролиферация растения (пролификация) — это явление прорастания какого-либо органа из другого органа, завершившего свой рост. Например, формирование из апикальной меристемы цветка не гинецея, а побега с листьями.

## Термин в философии
В философию данный термин внес Фейерабенд для обозначения процесса умножения (размножения) конкурирующих теорий. Философы употребляют термин при обозначении процесса привития или произрастания некоторой научной новации в науке.